# Anna-Katharina Vogel

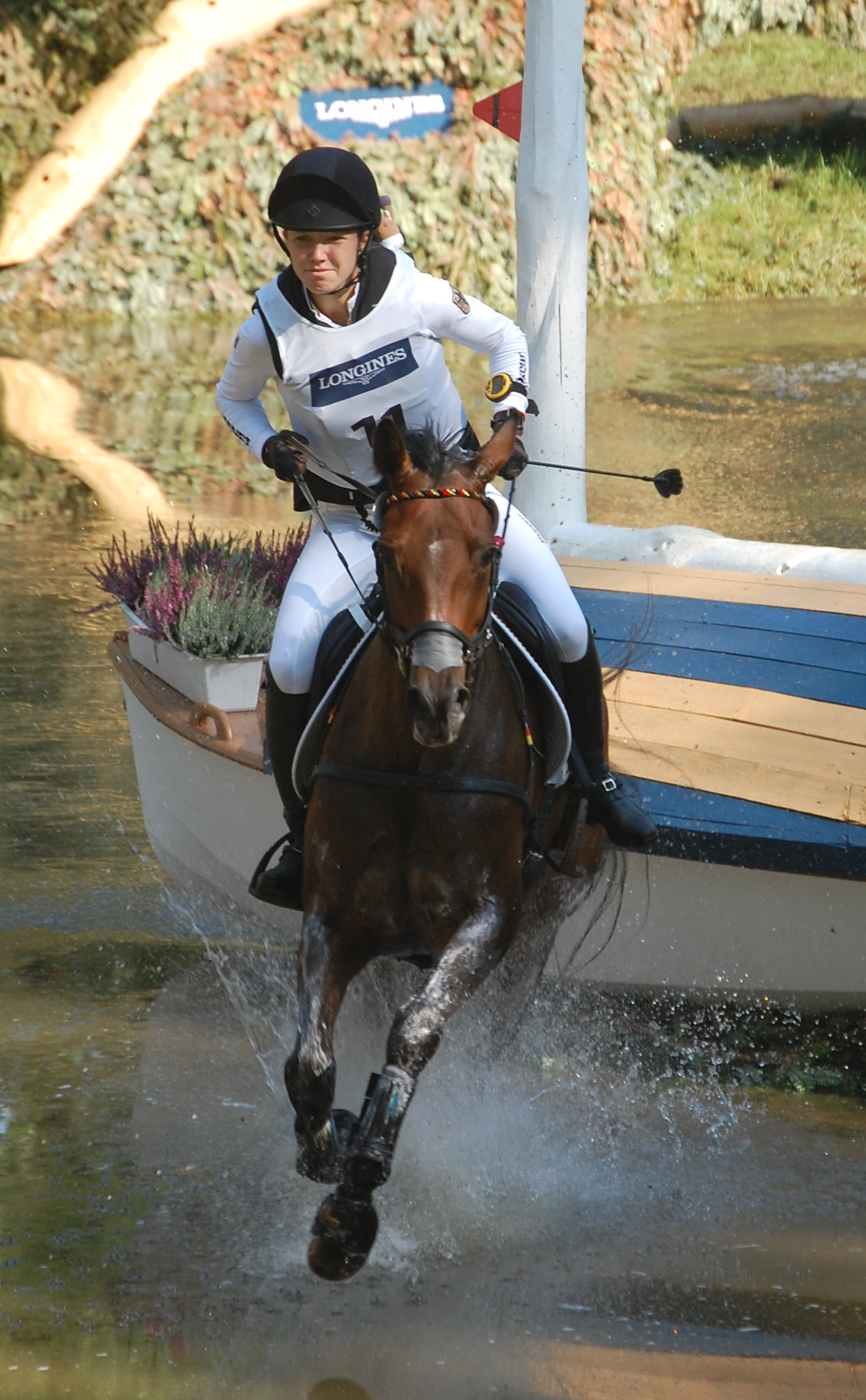
Anna-Katharina Vogel und DSP Quintana P bei den Europameisterschaften 2019

Anna-Katharina Vogel (* 26. Oktober 1996) ist eine deutsche Vielseitigkeitsreiterin aus dem Allgäu.
2013 erreichte sie als Nachwuchs-Reiterin auf der Junioren-Europameisterschaft den 4. Platz im Einzel. 2019 wurde sie in den Bundeskader berufen und erreichte mit ihrem Pferd Quintana P auf der Europameisterschaft Luhmühlen den 14. Platz. Sie war dabei mit ihrem Pferd das schnellste Paar beim Geländeritt.
Zum Abschluss der Saison 2020 gewann Anna-Katharina Vogel mit Quintana P bei den Deutschen Meisterschaften in Luhmühlen die Bronzemedaille.
Beruflich ist Vogel als Bauzeichnerin in einem Ingenieurbüro tätig.